# Losar de la Vera

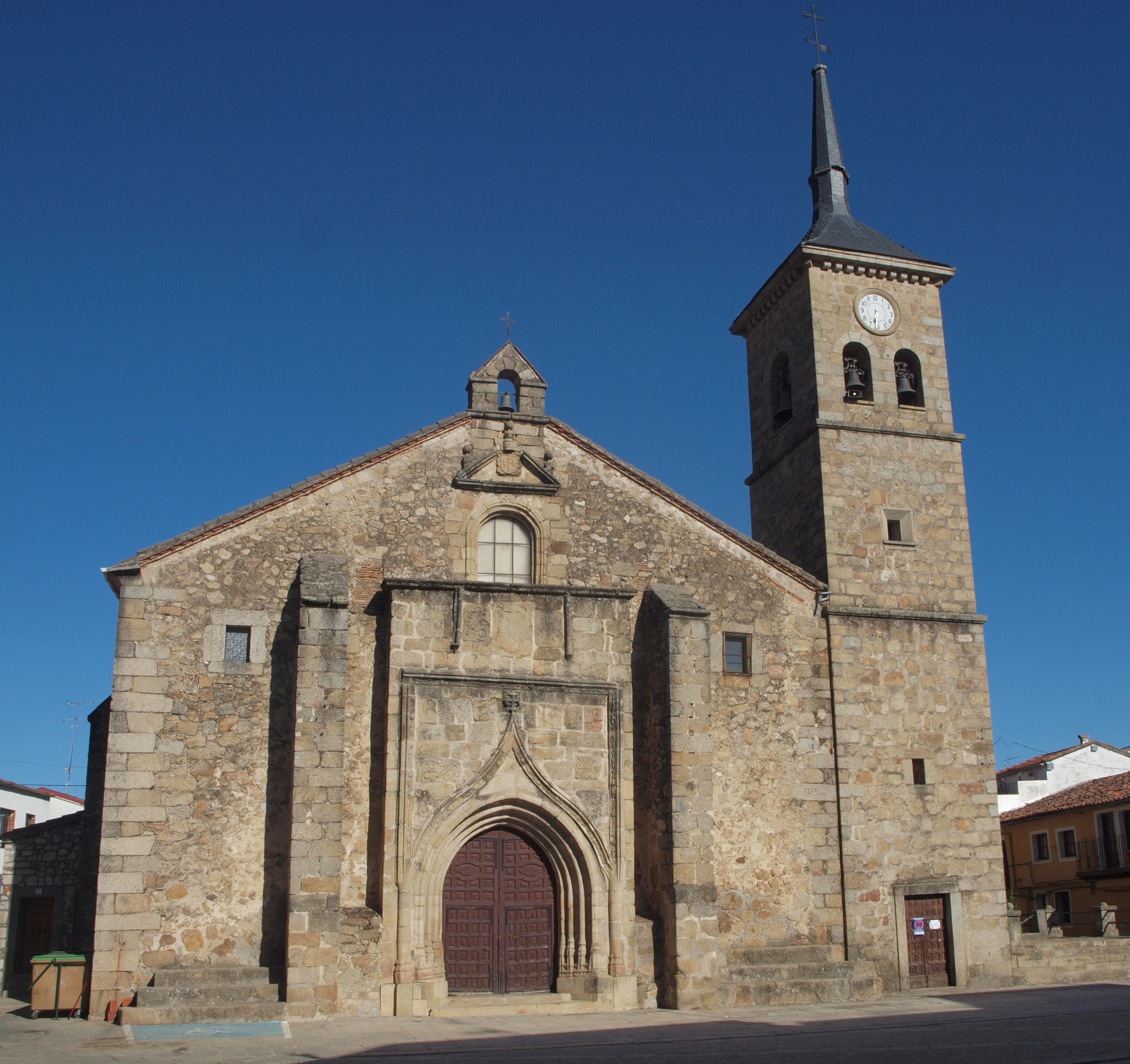
Iglesia de Santiago Apóstol

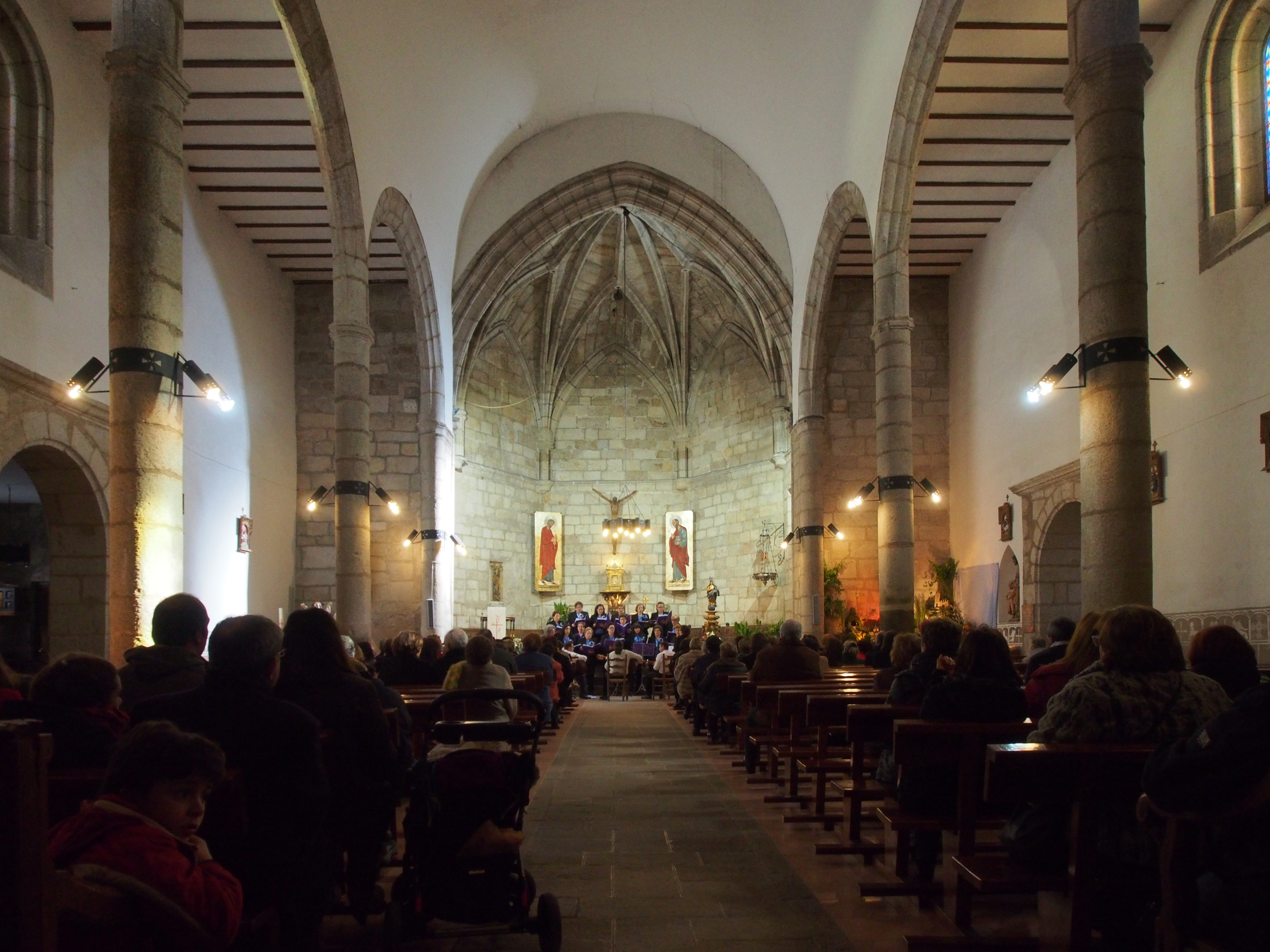
Langhaus und Chor der Kirche

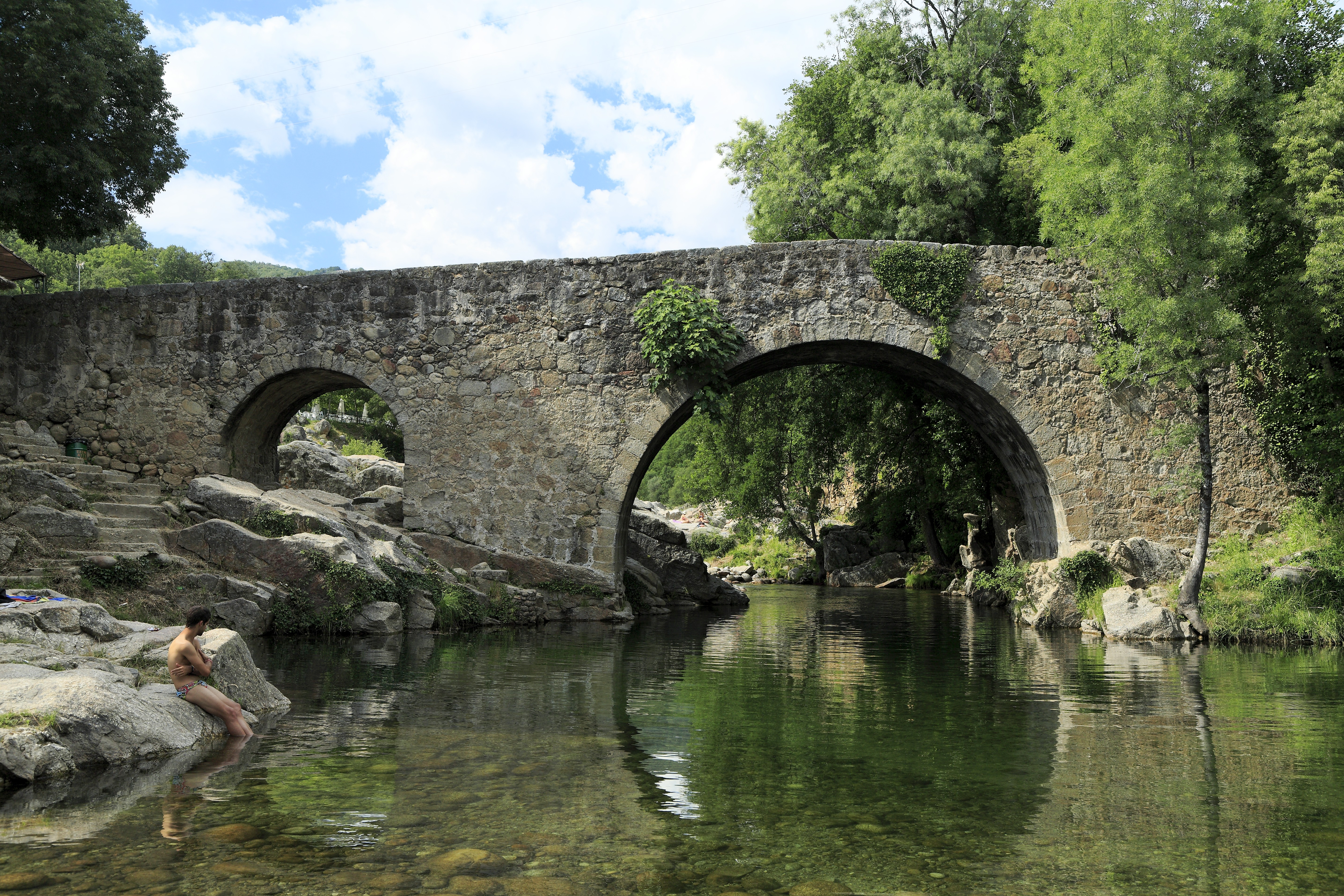
Puente de Cuartos

Losar de la Vera ist eine westspanische Kleinstadt und eine Gemeinde (municipio) mit 2.805 Einwohnern (Stand: 2024) im Nordosten der Provinz Cáceres (Extremadura).

## Lage und Klima
Der Ort Losar de la Vera liegt in einem von Bergbächen (arroyos oder gargantas) durchzogenen Gebiet im Zentrum der Comarca La Vera in einer Höhe von 545 m. Die zentralspanische Gebirgskette der Sierra de Gredos und das Kloster Yuste, in welchem Kaiser Karl V. seine letzten Lebensjahre verbrachte, sind nur etwa 15 bis 20 km (Luftlinie) entfernt; bis zur Stadt Plasencia sind es ca. 67 km (Fahrtstrecke) in westlicher Richtung. Im Sommer ist das Klima meist warm; in manchen Winternächten kann die Temperatur jedoch auch unter 0 °C fallen.

## Bevölkerungsentwicklung
| Jahr      | 1857 | 1900 | 1950 | 2000 | 2021 |
| Einwohner | 2012 | 1873 | 3430 | 3094 | 2658 |

Aufgrund der Mechanisierung der Landwirtschaft und der damit zusammenhängenden Aufgabe bäuerlicher Kleinbetriebe („Höfesterben“) in der zweiten Hälfte des 20. Jahrhunderts ist die Einwohnerzahl der Gemeinde deutlich gesunken.

## Wirtschaft
Die Wirtschaft der Gemeinde basiert in der Hauptsache auf der Landwirtschaft (Ackerbau und Viehzucht, wobei der Anbau von Paprika eine bedeutende Rolle einnimmt). Losar de la Vera ist auch – vor allem im Sommer – ein beliebtes touristisches Ziel innerhalb der Extremadura, sowohl wegen des historischen Charakters der Stadt als auch wegen der nahe liegenden Berge.

## Geschichte
Römer, Westgoten und selbst die Mauren haben kaum Spuren hinterlassen. Die Region um die Stadt Plasencia wurde im 12. Jahrhundert wiederholt von christlichen Heeren angegriffen, doch die endgültige Rückeroberung (reconquista) der Region geschah erst durch Alfons VIII. von Kastilien zu Beginn des 13. Jahrhunderts. Die erste Erwähnung des Ortsnamens stammt aus dem Jahr 1189; in diese Zeit fallen auch die Bemühungen um die (Wieder-)Besiedlung (repoblación) des Ortes. Danach gehörte der Ort ca. 600 Jahre lang zur Tierra de Plasencia, bis er im Jahr 1662 seine Eigenständigkeit erhielt.

## Sehenswürdigkeiten
- Die Iglesia de Santiago Apostol wurde in der Zeit von etwa 1480 bis 1550 errichtet; der im Jahr 1935 eingestürzte Glockenturm (campanero) wurde in den 1940er und 1950er Jahren erneuert. Das von einem Kielbogen überfangene Archivoltenportal führt in das von Holzdecken überspannte dreischiffige Innere der Kirche, deren steinsichtige und im Äußeren von Strebepfeilern gestützte Apsis jedoch von einem Rippengewölbe bedeckt ist.[5]
- Die Ermita de San Roque ist eine kleine, am Ortsrand stehende Kapelle aus dem Jahr 1805.[6]

Umgebung
- Ca. 3 km südöstlich des Ortes quert die eigentlich einbogige, aber mit einem (etwas höher gelegenen) kleinen Begleitbogen versehene spätmittelalterliche Steinbrücke Puente de Cuartos den Bergbach Garganta de Cuartos.[7]